# Namangana
Namangana is een geslacht van vlinders van de familie uilen (Noctuidae), uit de onderfamilie Amphipyrinae.

## Soorten
- N. adela (Hampson, 1902)
- N. atripars Hampson, 1909
- N. thyatirodes Hampson, 1918